# Julian Lincoln Simon
Julian Lincoln Simon (Newark, Nueva Jersey, 12 de febrero de 1932 - Chevy Chase, Maryland, 8 de febrero de 1998) fue un profesor estadounidense de Administración de Empresas en la Universidad de Maryland (EE. UU.) y doctor honoris causa por la Universidad de Navarra en 1998. También colaboró con el Cato Institute. 

## Teorías sobre el imperativo malthusiano
Dueño de gran optimismo, y claridad de su discurso, elaboró teorías contra el imperativo malthusiano (que sostiene que el incremento de la población tiene consecuencias negativas para la economía y amenaza el ambiente por el sobreconsumo que genera). Para Simon la población es la solución para la escasez de recursos y para los problemas ambientales. Defiende que las fronteras del crecimiento y de los recursos pueden ser ampliadas de forma muy considerable por la tecnología. 
Mantuvo una fuerte polémica con el entomólogo Paul R. Ehrlich, contra quien sostuvo –con multitud de datos empíricos– que el medio ambiente no se iba a autodestruir y que las condiciones de vida de la Humanidad estaban mejorando.
Fue doctor honoris causa por la universidad de Navarra.

## Publicaciones
Escribió numerosos libros y artículos de temas económicos; lo más conocidos versan en torno a demografía, recursos naturales e inmigración. Destacan sus libros "El recurso definitivo" (The Ultimate Resource, 1984) y "El estado de la Humanidad" (The state of humanity, 1995) en los que sostiene que el libre mercado es la mejor herramienta para preservar un medio ambiente sano, y además, que el principal recurso para mejorar las condiciones de vida es, precisamente, el ser humano libre, creativo y emprendedor.

## Críticas
- Julian Simon's Perilous Optimism
- The Problem of Denial

- Datos: Q1712024